# Список музеїв Дніпропетровської області
Список музеїв, розташованих на території Дніпропетровської області. У 2011 році в області налічувалось 144 музеї, з них — 17 музеїв комунальної власності системи Міністерства культури України, 1 музей державної власності, підпорядкований Міністерству промислової політики (Металургійний державний музей України у приміщенні Інституту чорної металургії у Дніпрі), та 127 (з них 39 – народні) музеїв на громадських засадах при галузевих управліннях, акціонерних товариствах, на підприємствах, в навчальних закладах, комерційних фірмах, в сільській місцевості. 

## Музеї Дніпра
- Діорама «Битва за Дніпро»
- Дніпровський художній музей
- Музей історії Дніпра
- Музей дитинства

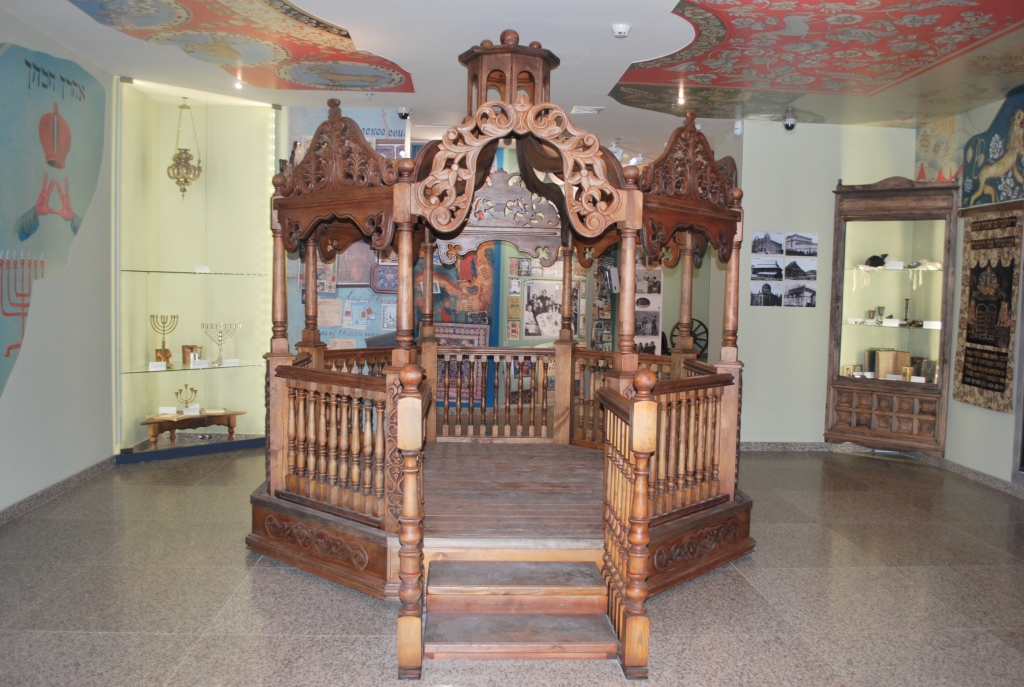
Зала про юдаїзм у музеї «Пам'ять єврейського народу та Голокост в Україні»

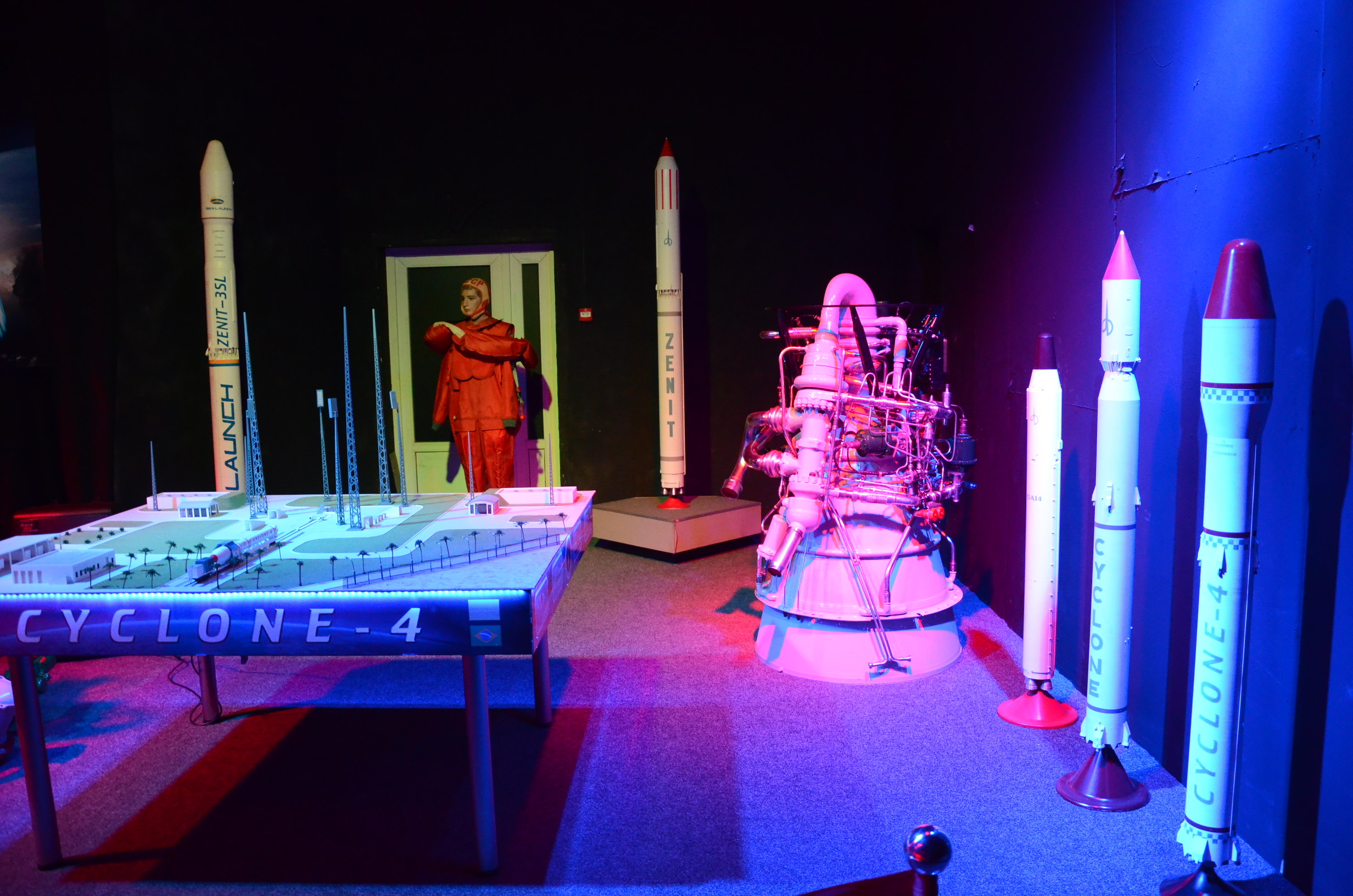
Виставкова зала «Парку ракет»

- Дніпропетровський народний музей історії міліції
- Дніпропетровський національний історичний музей імені Дмитра Яворницького
- Музей історії Дніпровського метрополітену
- Меморіальний будинок-музей Дмитра Яворницького
- Музей «Громадянський подвиг Дніпропетровщини в подіях АТО»
- Музей «Літературне Придніпров'я»
- Музей Дніпровської політехніки
- Музей місцевого самоврядування Дніпропетровської області
- Музей монет України
- Музей українського живопису
- Музейний центр О. П. Блаватської та її родини

- Парк ракет
- Музей Історії розвитку фінансової системи Дніпропетровської області
- Металургійний державний музей України
- Музей «Пам'ять єврейського народу та Голокост в Україні»

## Музеї Кривого Рогу
- Криворізький історико-краєзнавчий музей

- Музей Михайла Мармера

## Музеї Петриківки
- Музей Федора Панка

- Петриківський музей етнографії, побуту та мистецтва
- Центр народного мистецтва «Петриківка»

## Музеї інших населених пунктів

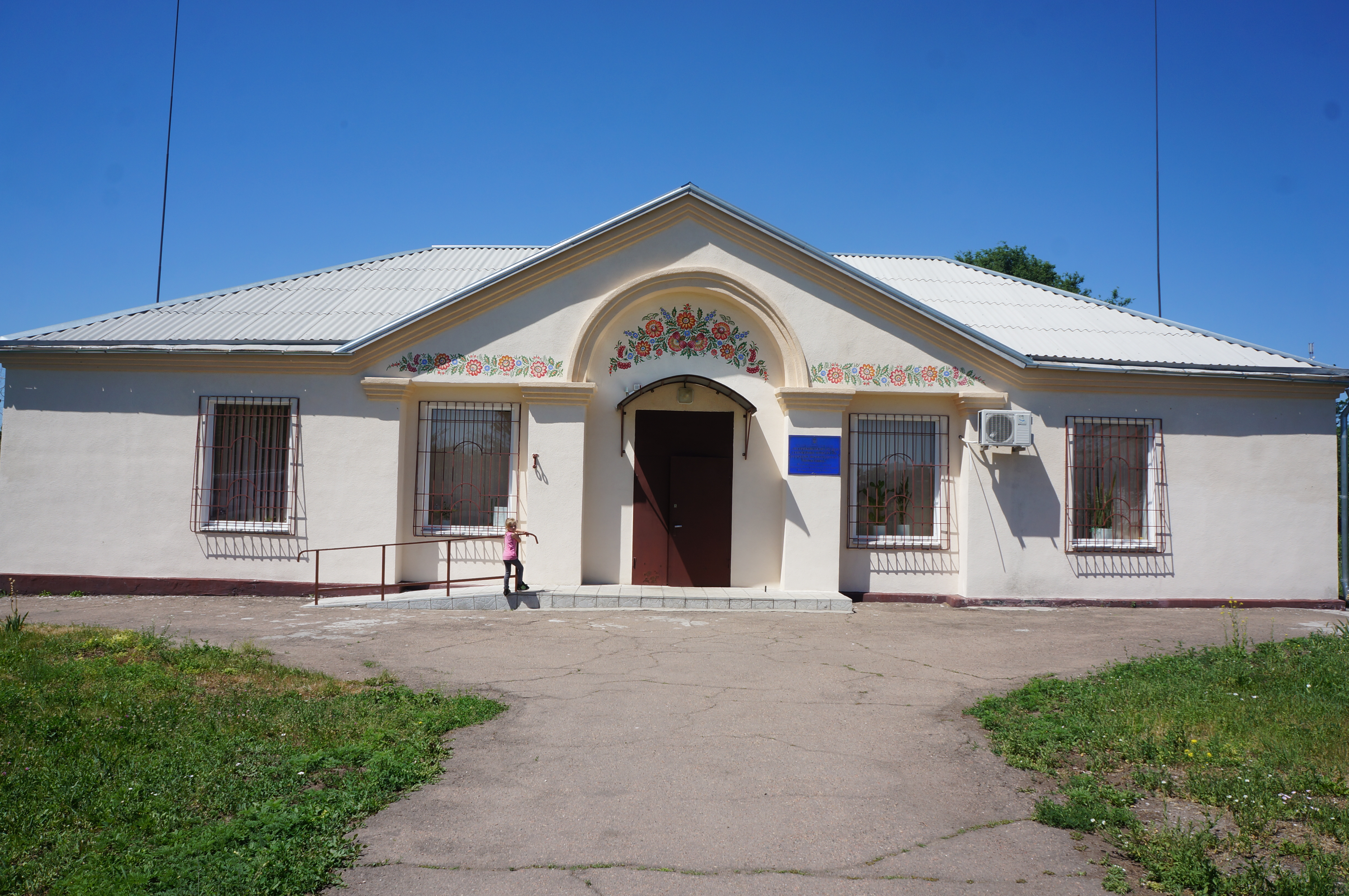
Петриківський музей етнографії, побуту та мистецтва

- Петриківський музей етнографії, побуту та мистецтваЖовтоводський історичний музей імені Ю. І. Пригожина
- Покровський історико-краєзнавчий музей

- Музей історії міста Кам'янського
- Томаківський музей (Томаківка)
- Сурсько-Литовський меморіально-художній музей ім. Ф. П. Решетнікова (Сурсько-Литовське)
- Межівський історико-краєзнавчий музей
- Музей історії Солонянського району

- Музей історії села чумаки
- Марганецький міський краєзнавчий музей
- Верхньодніпровський музей
- Нікопольський військово-технічний музей
- Нікопольський краєзнавчий музей
- Магдалинівський історико-краєзнавчий музей ім. Д.Т. Кулакова
- Тернівський міський краєзнавчий музей
- Софіївський історико-краєзнавчий музей
- Павлоградський історико-краєзнавчий музей
- Криничанський історико-краєзнавчий музей
- Історико-краєзнавчий музей с. Спаське
- Васильківський краєзнавчий музей
- Новомосковський міський історико-краєзнавчий музей ім. П.Калнишевського
- П'ятихатський районний народний історико-краєзнавчий музей
- Петропавлівський районний народний історико-краєзнавчий музей
- Комплексний музей історії Царичанської селищної ради
- Історико-краєзнавчий музей ім. О. Коваля (Підгородне)